# Ozalj
Ozalj (en húngaro: Ozaly, en alemán: Wosail o Woseil), es un municipio del condado de Karlovac. Es un poblado en la zona central de Croacia, localizado al norte de Karlovac y al suroeste de Jastrebarsko, en la rivera del Kupa. Está cercanamente situado a Žumberak, en la frontera norte (a Eslovenia), en el noroeste, a Metlika; el cual es el poblado del territorio esloveno más cercano.

## Historia

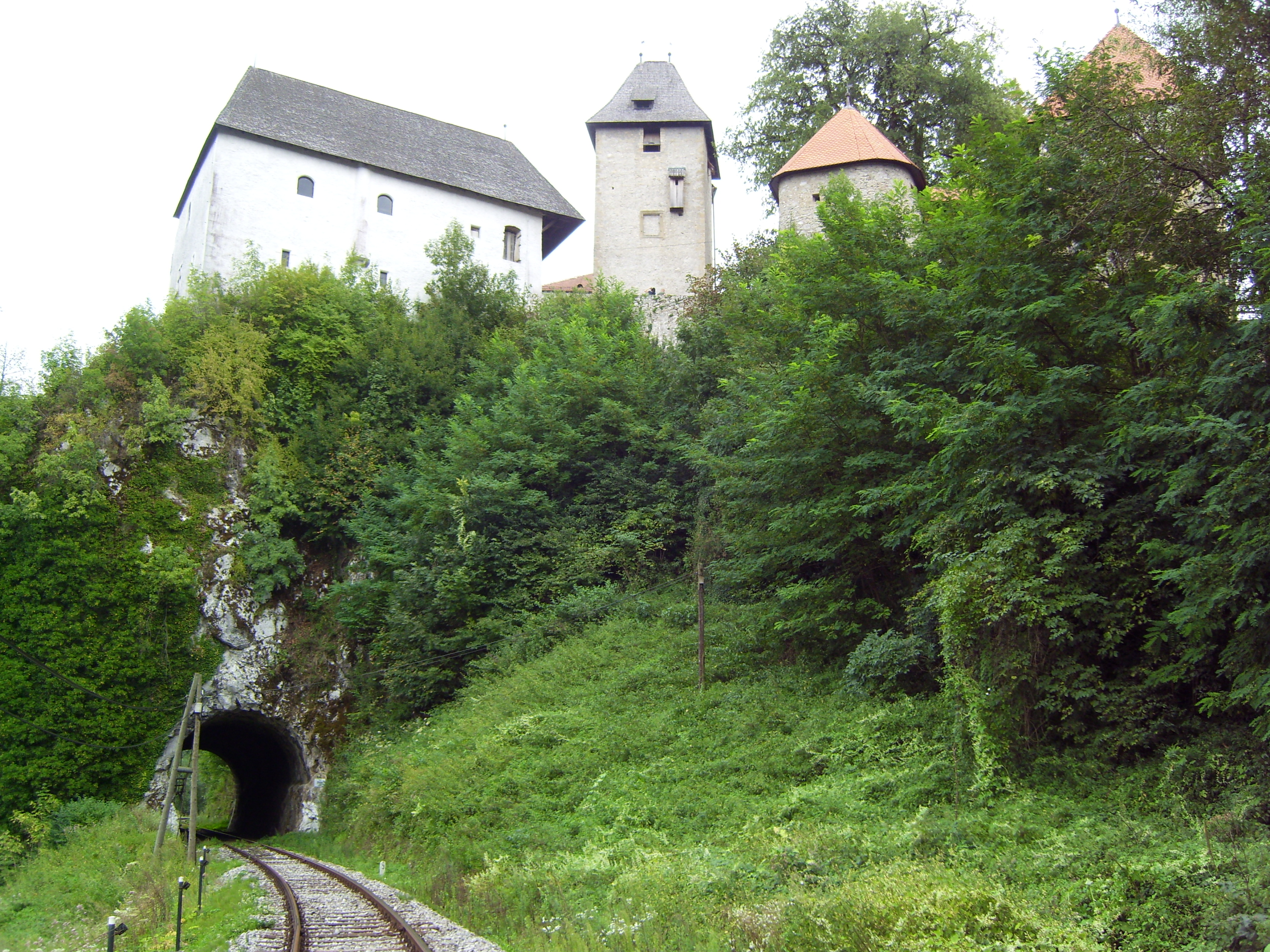
Castillo de Ozalj.

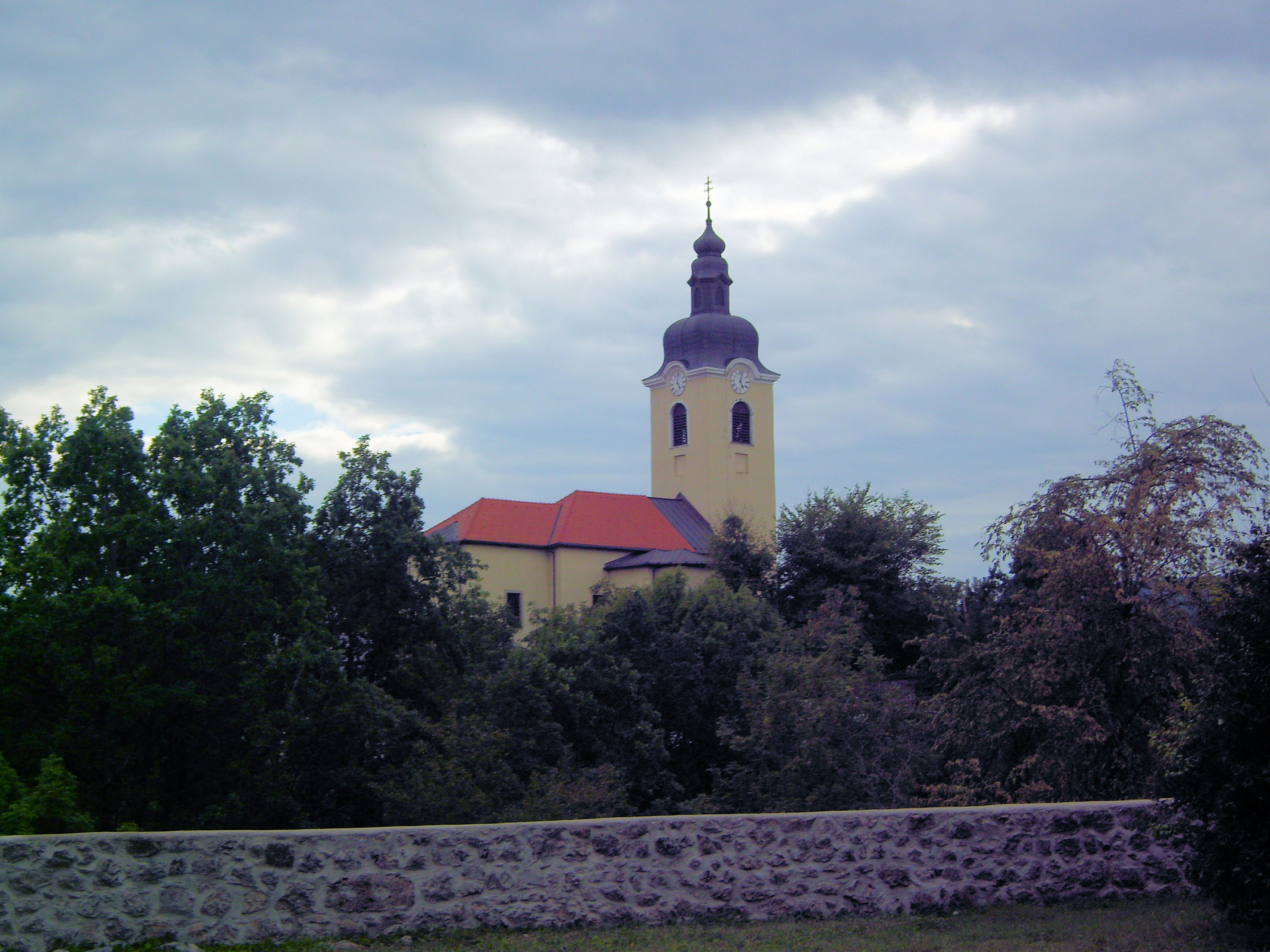
Iglesia de San Vito.

El pueblo se construyó sobre una saliente rocosa cerca al río Kupa, y la primera mención sobre su ubicación se data en el año 1244, como ciudad real. 
La familia noble Frankopan la poseyó desde 1398, luego pasó al dominio de la familia Zrinski en 1550, que la mantuvo en su feudo hasta 1671. La ciudad conmemora el 30 de abril como su fecha de fundación, en memoria de los hechos del año 1671, cuando Petar Zrinski y Fran Krsto Frankopan fueron ejecutados.
El santo patrón de la villa es San Vito, cuya fiesta en el santoral católico se conmemora el 15 de junio.

## Economía

### Hidroeléctrica de Munjara

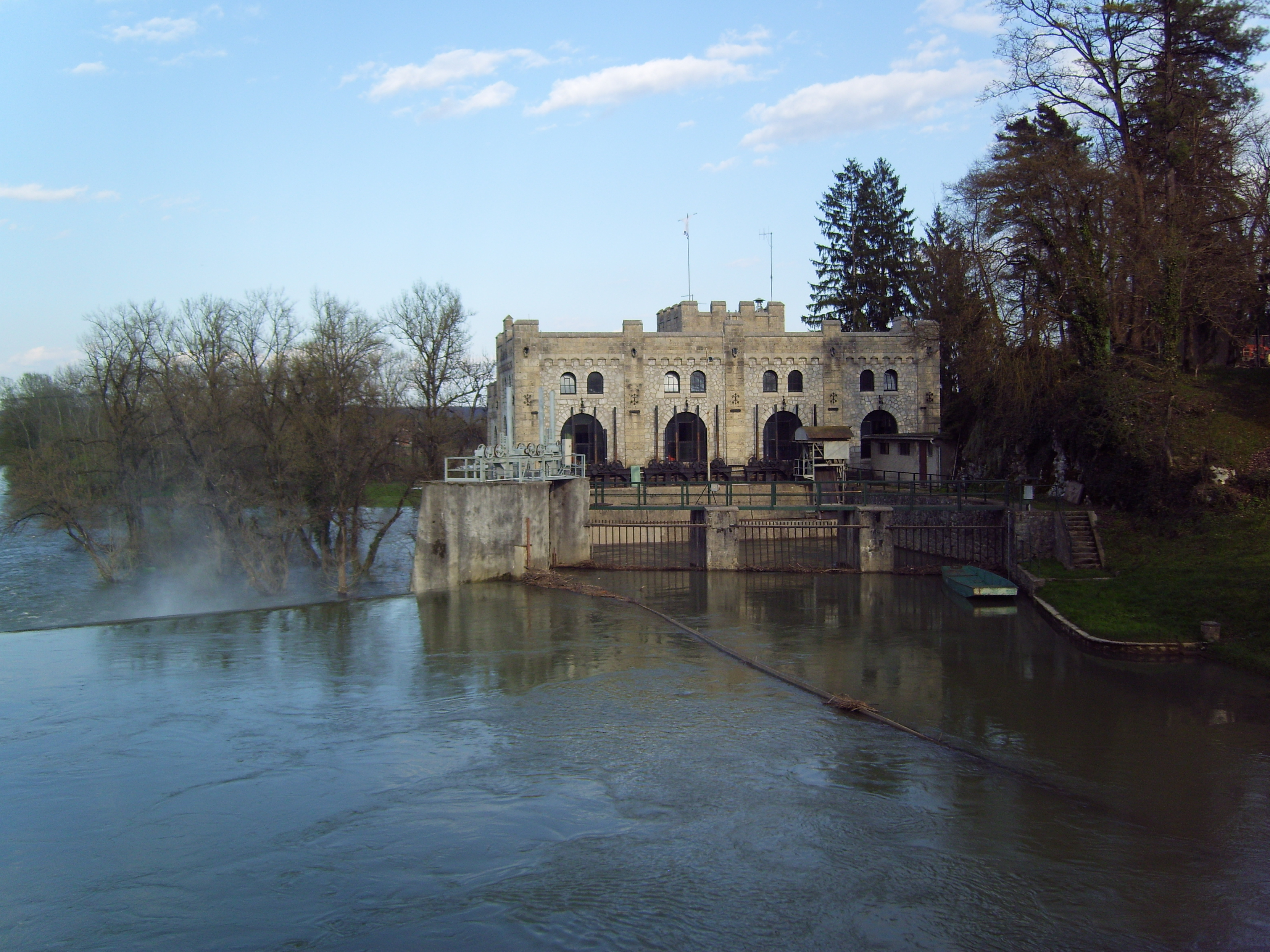
Planta hidroeléctrica de Munjara

Munjara es una instalación hidroeléctrica que fue construida durante la existencia del reino de Yugoslavia. Tiene una potencia efectiva de generación en torno a los 3.5 megavatios, y sus generadores e instalaciones fueron construidas entre 1907 y 1908.

## Población
La villa de Ozalj cuenta por sí misma con una población de 1194 habitantes, de un total de 6837 habitantes de la municipalidad. El 96% de la población es de ascendencia croata (censo 2001).
Se encuentra circundada por 96 caseríos, la lista de estos se deja a continuación:
- Badovinci, población 24
- Belinsko Selo, población 1
- Belošići, población25
- Boševci, población 64
- Brašljevica, población 33
- Bratovanci, población 50
- Brezje Vivodinsko, población 8
- Breznik, población 6
- Brezovica Žumberačka, población 19
- Budim Vivodinski, población 15
- Bulići, población 2
- Cerje Vivodinsko, población 22
- Cvetišće, población 0
- Dančulovići, población 18
- Dojutrovica, población 35
- Doljani Žumberački, población 23
- Donji Lović, población 20
- Donji Oštri Vrh Ozaljski, población 47
- Dragoševci, población 7
- Dučići, población 21
- Durlinci, población 90
- Dvorišće Ozaljsko, población 49
- Dvorište Vivodinsko, población 27
- Ferenci, población 49
- Fratrovci Ozaljski, población 46
- Furjanići, población 33
- Galezova Draga, población 26
- Galin, población4
- Goleši Žumberački, población 4
- Goli Vrh Ozaljski, población 6
- Gorniki Vivodinski, población 34
- Gornje Pokupje, población 161
- Gornji Lović, población 41
- Gornji Oštri Vrh Ozaljski, población 6
- Goršćaki Ozaljski, población 11
- Grandić Breg, población 37
- Grdun, población 137
- Gudalji, población 1
- Hodinci, población 33
- Hrastovica Vivodinska, población 0
- Ilovac, población 35
- Jaškovo, población 488
- Kamenci, población 0
- Kašt, población 46
- Keseri, población 5
- Kuljaji, población 11
- Kunčani, población 0
- Levkušje, población 205
- Liješće, población 37
- Lović Prekriški, población 72
- Lukšići Ozaljski, población 43
- Lukunić Draga, población 24
- Mali Erjavec, población 157
- Malinci, población 0
- Novaki Ozaljski, población 62
- Obrež Vivodinski, población 81
- Ozalj, población 1,194
- Pećarići, población 2
- Petruš Vrh, población 10
- Pilatovci, población 22
- Podbrežje, población 323
- Podgraj, población 116
- Police Pirišće, población 81
- Polje Ozaljsko, población 270
- Popovići Žumberački, población 0
- Požun, población 35
- Radatovići, población 23
- Radina Vas, población 7
- Rajakovići, población 0
- Rujevo, población 11
- Sekulići, población 4
- Slapno, población 280
- Soldatići, población19
- Sršići, población 6
- Stojavnica, población 27
- Svetice, población 21
- Svetičko Hrašće, población 127
- Šiljki, población 5
- Škaljevica, población 71
- Tomašnica, población 159
- Trešćerovac, población 86
- Trg, población 185
- Varaštovac, población 11
- Veliki Erjavec, población 12
- Vini Vrh, población 4
- Vivodina, población 76
- Vrbanska Draga, población 21
- Vrhovac, población 356
- Vrhovački Sopot, población 89
- Vrškovac, población 123
- Vuketić, población 22
- Vuksani, población 9
- Zajačko Selo, población 165
- Zaluka, población 35
- Zorkovac, población 209
- Zorkovac na Kupi, población 103
- Zorkovac Vivodinski, población 16

## Personajes nacidos en Ozalj
- Slava Raškaj (1877–1906), pintor

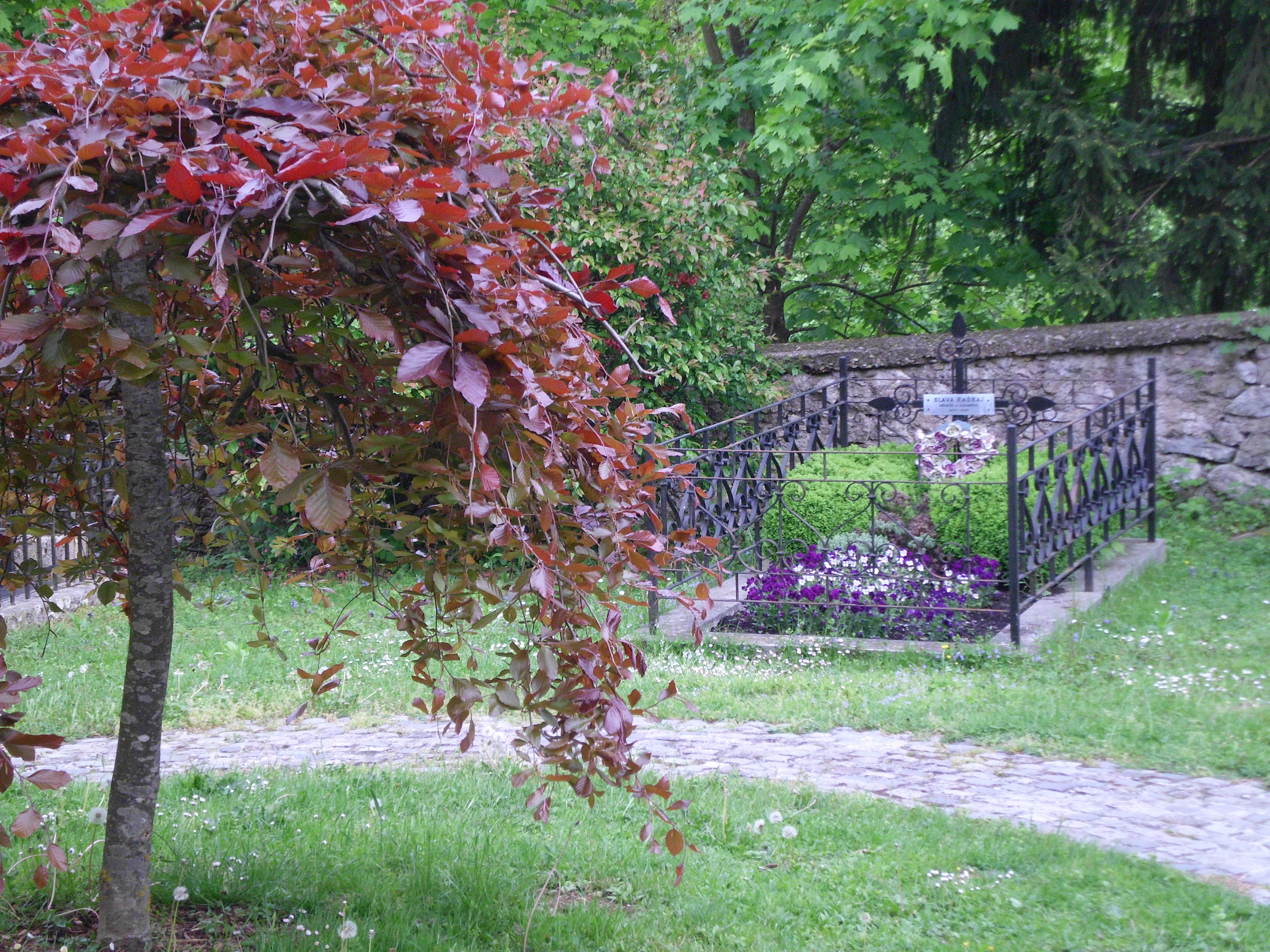
Sepulcro de Slava Raškaj.

- Los abuelos del actor John Malkovich